# Jakovica
Jakovica – wieś w Słowenii, w gminie Logatec. W 2018 roku liczyła 68 mieszkańców.